# ウィリアム・A・ウィリアムズ
ウィリアム・A・ウィリアムズ（William Appleman Williams, 1921年6月12日 - 1990年3月5日）は、アメリカ合衆国の歴史学者。専門はアメリカ外交史。冷戦史研究におけるニュー・レフト史学、修正主義学派の創始者として知られる。

## 略歴・人物
アイオワ州生まれ。アメリカ海軍兵学校を卒業し、第二次世界大戦に従軍。戦後、ウィスコンシン大学マディソン校で博士号取得。1957年から1968までウィスコンシン大学マディソン校歴史学部で教え、その後オレゴン州立大学に移り、1986年に退職。
主著『アメリカ外交の悲劇』ではマルクス主義に影響を受けた分析を行ない、アメリカの対外政策の基調が海外市場を追求する「門戸開放」イデオロギーにあるとして、建国以来続くアメリカの膨張的資本主義を分析した。ウィリアムズは同書で冷戦の発生をめぐって、当時支配的だったソ連の膨張にその原因を求める議論を批判し、ヨーロッパの市場を求めるアメリカの非妥協的膨張主義がソ連の反発を生んだとして、アメリカが冷戦の勃発に主要な責任があるという修正主義的な解釈を提示した。
同書はベトナム戦争が戦われた1960年代、冷戦政策に対する懐疑が拡大していたアメリカ国内で社会的・学問的に大きな反響を呼ぶこととなり、ウィリアムズは「ニュー・レフト史学」の代表的論者として知られることとなる。また、ウィリアムズの下で学び、師のテーゼを様々な形に展開させたウォルター・ラフィーバーやロイド・ガードナー、トーマス・マコーミックらとともに「ウィスコンシン学派」とも称された。その後、ウィリアムズら「ニュー・レフト史学」の主張や分析手法に対しては、正統主義派の研究者から多くの再反論が寄せられることとなり、ウィリアムズの研究は冷戦の起源をめぐる論争の活発化を促すことともなった。
朝鮮日報によると、「ニュー・レフト史学」は、ソ連崩壊後に公開された公文書に基づくジョン・ルイス・ギャディスに代表される「脱修正主義（post-revisionism）」研究の結果、「廃棄された理論」「学説として、すでに寿命が尽きた」という評価があり、学界では「ウィスコンシン学派」の伝統を継承してきた総本山のウィスコンシン大学マディソン校のアメリカ外交史講座をジョン・ルイス・ギャディスの直系弟子で、「ニュー・レフト史学」を厳しく批判した正統主義派のJeremi Suri教授が引き継いだことから脱修正主義の学術的勝利という評価を下しているという。
1980年代に朝鮮戦争が勃発したのはアメリカと李承晩の南侵誘導のためだと主張したブルース・カミングスも「ニュー・レフト史学」の系譜に繋がるという。

## 著書

### 単著
- American Russian Relations 1781-1947, (Rinehart, 1952).
- The Tragedy of American Diplomacy, (The World Publishing Company, 1958, rev. ed., 1962, new ed., 1984).

高橋章・松田武・有賀貞訳『アメリカ外交の悲劇』（御茶の水書房, 1986年）
- The Contours of American History, (J. Cape, 1961),
- The United States, Cuba, and Castro: An Essay on the Dynamics of Revolution and the Dissolution of Empire, (Monthly Review Press, 1962).
- The Great Evasion: An Essay on the Contemporary Relevance of Karl Marx and on the Wisdom of Admitting the Heretic into the Dialogue about America's Future, (Quadrangle Books, 1964).
- The Roots of the Modern American Empire: A Study of the Growth and Shaping of Social Consciousness in a Marketplace Society, (Random House, 1969).
- Some Presidents: Wilson to Nixon, (New York Review, 1972).
- History as a Way of Learning: Articles, Excerpts, and Essays, (New Viewpoints, 1973).
- America Confronts a Revolutionary World, 1776-1976, (Morrow, 1976).
- Empire as a Way of Life: An Essay on the Causes and Character of America's Present Predicament, Along with a Few Thoughts about an Alternative, (Oxford University Press, 1980).

### 共著
- Americans in a Changing World: A History of the United States in the Twentieth Century, with Orde S. Pinckney, (Harper & Row, 1978).

### 編著
- The Shaping of American Diplomacy: Readings and Documents in American Foreign Relations, 2 vols., (Rand McNally & Comp, 1956).
- From Colony to Empire: Essays in the History of American Foreign Relations, (J. Wiley, 1972).
- America in Vietnam: A Documentary History, (Anchor Press, 1985).

### 論文集
- A William Appleman Williams Reader: Selections from his Major Historical Writings, edited by Henry W. Berger, (I. R. Dee, 1992).